# Campeonato europeo de hockey sobre patines masculino de 1985
El XXXVII Campeonato europeo de hockey sobre patines masculino de 1985 se celebró en Barcelos (Portugal) del 28 de abril al 4 de mayo de 1985. Fue organizado por el Comité Europeo de Hockey sobre Patines. La selección de España ganó su noveno título.

## Equipos participantes
|              |
| Alemania     |
| Bélgica      |
| España       |
| Francia      |
| Inglaterra   |
| Italia       |
| Países Bajos |
| Portugal     |
| Suiza        |

## Resultados
|              | Bandera de Suiza | Bandera de Francia | Bandera de Bélgica | Bandera de Inglaterra | Bandera de Alemania | Bandera de los Países Bajos | Bandera de Portugal | Bandera de Italia | Bandera de España |
| ------------ | ---------------- | ------------------ | ------------------ | --------------------- | ------------------- | --------------------------- | ------------------- | ----------------- | ----------------- |
| Suiza        |                  |                    |                    |                       |                     |                             |                     |                   |                   |
| Francia      | 8-6              |                    |                    |                       |                     |                             |                     |                   |                   |
| Bélgica      | 6-2              | 8-6                |                    |                       |                     |                             |                     |                   |                   |
| Inglaterra   | 3-5              | 3-3                | 5-2                |                       |                     |                             |                     |                   |                   |
| Alemania     | 7-2              | 6-1                | 6-0                | 2-2                   |                     |                             |                     |                   |                   |
| Países Bajos | 5-1              | 5-1                | 3-2                | 3-0                   | 3-3                 |                             |                     |                   |                   |
| Portugal     | 14-1             | 16-6               | 10-4               | 7-1                   | 6-4                 | 3-1                         |                     |                   |                   |
| Italia       | 11-2             | 8-3                | 7-0                | 10-0                  | 3-2                 | 5-0                         | 5-5                 |                   |                   |
| España       | 8-0              | 7-3                | 5-1                | 10-3                  | 2-1                 | 3-4                         | 6-2                 | 4-3               |                   |

## Clasificación
| Equipo       | Pts | PJ | PG | PE | PP | GF | GC | DG  |
| ------------ | --- | -- | -- | -- | -- | -- | -- | --- |
| España       | 14  | 8  | 7  | 0  | 1  | 45 | 17 | +28 |
| Italia       | 13  | 8  | 6  | 1  | 1  | 52 | 16 | +36 |
| Portugal     | 13  | 8  | 6  | 1  | 1  | 63 | 28 | +35 |
| Países Bajos | 11  | 8  | 5  | 1  | 2  | 24 | 18 | +6  |
| Alemania     | 8   | 8  | 3  | 2  | 3  | 31 | 19 | +12 |
| Bélgica      | 4   | 8  | 2  | 0  | 6  | 23 | 44 | -21 |
| Inglaterra   | 4   | 8  | 1  | 2  | 5  | 17 | 42 | -25 |
| Francia      | 3   | 8  | 1  | 1  | 6  | 31 | 59 | -28 |
| Suiza        | 2   | 8  | 1  | 0  | 7  | 19 | 62 | -43 |